# Coelinius parvipennis
Coelinius parvipennis är en stekelart som först beskrevs av Thomson 1895.  Coelinius parvipennis ingår i släktet Coelinius och familjen bracksteklar. Arten är reproducerande i Sverige. Inga underarter finns listade i Catalogue of Life.